# Ghost House Pictures
Ghost House Pictures este un studio de film care a fost fondat în SUA în 2002 de Robert Tapert și Sam Raimi, care de obicei au co-produs filme  împreună cu Joseph Drake și Nathan Kahane. Compania produce filme horror ca Don't Breathe, Evil Dead, Drag Me to Hell, The Grudge sau  30 Days of Night.

## Ghost House Pictures
| An   | Film                        | Regizor             | Premiera          | Buget         | Încasări         |
| ---- | --------------------------- | ------------------- | ----------------- | ------------- | ---------------- |
| 2004 | The Grudge                  | Takashi Shimizu     | 22 octombrie 2004 | 10 milioane $ | 187,3 milioane $ |
| 2005 | Boogeyman                   | Stephen Kay         | 4 februarie 2005  | $20 million   | $67.2 million    |
| 2006 | The Grudge 2                | Takashi Shimizu     | 13 octombrie 2006 | $20 million   | $70.7 million    |
| 2007 | The Messengers              | Pang brothers       | 2 februarie 2007  | $16 million   | $55 million      |
| 2007 | Rise: Blood Hunter          | Sebastian Gutierrez | 1 iunie 2007      | N/A           | $2.9 million     |
| 2007 | 30 Days of Night            | David Slade         | 19 octombrie 2007 | $30 million   | $75.5 million    |
| 2008 | Boogeyman 2                 | Jeff Betancourt     | 8 ianuarie 2008   | $4.5 million  | N/A              |
| 2009 | Boogeyman 3                 | Gary Jones          | 20 ianuarie 2009  | N/A           | N/A              |
| 2009 | The Grudge 3                | Toby Wilkins        | 12 mai 2009       | N/A           | N/A              |
| 2009 | Drag Me to Hell             | Sam Raimi           | 29 mai 2009       | $30 million   | $90.8 million    |
| 2009 | Messengers 2: The Scarecrow | Martin Barnewitz    | 21 iulie 2009     | N/A           | N/A              |
| 2010 | 30 Days of Night: Dark Days | Ben Ketai           | 5 octombrie 2010  | N/A           | N/A              |
| 2012 | The Possession              | Ole Bornedal        | 31 august 2012    | $14 million   | $85.4 million    |
| 2013 | Evil Dead                   | Fede Alvarez        | 5 aprilie 2013    | $17 million   | $97.5 million    |
| 2015 | Poltergeist                 | Gil Kenan           | 22 mai 2015       | $35 million   | $95.4 million    |
| 2016 | Don't Breathe               | Fede Alvarez        | 26 august 2016    | $9.9 million  | $157.1 million   |
| 2019 | Crawl                       | Alexandre Aja       | 23 august 2019    | $17 million   | N/A              |
| 2020 | Grudge                      | Nicolas Pesce       | 3 ianuarie 2020   | N/A           | N/A              |

## Ghost House Underground
| An   | Film                              | Regizor                       | Lansare           |
| ---- | --------------------------------- | ----------------------------- | ----------------- |
| 2008 | The Tattooist                     | Peter Burger                  | 24 iunie 2008     |
| 2008 | Brotherhood of Blood              | Peter Scheerer Michael Roesch | 14 octombrie 2008 |
| 2008 | Dark Floors                       | Pete Riski                    | 14 octombrie 2008 |
| 2008 | Room 205                          | Martin Barnewitz              | 14 octombrie 2008 |
| 2008 | The Substitute                    | Ole Bornedal                  | 14 octombrie 2008 |
| 2008 | Trackman                          | Igor Shavlak                  | 14 octombrie 2008 |
| 2008 | The Last House in the Woods       | Gabriele Albanesi             | 14 octombrie 2008 |
| 2008 | No Man's Land: The Rise of Reeker | Dave Payne                    | 14 octombrie 2008 |
| 2008 | Dance of the Dead                 | Gregg Bishop                  | 14 octombrie 2008 |
| 2009 | Seventh Moon                      | Eduardo Sánchez               | 6 octombrie 2009  |
| 2009 | Offspring                         | Andrew van den Houten         | 6 octombrie 2009  |
| 2009 | The Children                      | Tom Shankland                 | 6 octombrie 2009  |
| 2009 | The Thaw                          | Mark A. Lewis                 | 6 octombrie 2009  |
| 2011 | Stag Night                        | Peter A. Dowling              | 14 februarie 2011 |
| 2011 | Psych: 9                          | Andrew Shortell               | 22 februarie 2011 |

## Seriale TV
| An   | Serie                          | Premiera           |
| ---- | ------------------------------ | ------------------ |
| 2007 | Devil's Trade                  | 6 iunie 2007       |
| 2007 | 30 Days of Night: Blood Trails | 13 septembrie 2007 |
| 2008 | 30 Days of Night: Dust to Dust | 17 iulie 2008      |
| 2009 | 13: Fear Is Real               | 7 ianuarie 2009    |
| 2010 | Zombie Roadkill                | 4 octombrie 2010   |

## Legături externe
- Ghost House Pictures la Internet Movie Database

## Vezi și
- Categorie:Filme Ghost House Pictures
- 2002 în film